# Japan Cup 1999 (ciclismo)
La Japan Cup 1999, ottava edizione della corsa, si svolse il 31 ottobre 1999. Fu vinta dall'italiano Sergio Barbero che terminò la gara in 4h10'43" alla media di 36,208 km/h.

## Ordine d'arrivo (Top 10)
| Pos. | Corridore           | Squadra        | Tempo    |
| ---- | ------------------- | -------------- | -------- |
| 1    | Sergio Barbero      | Mercatone Uno  | 4h10'43" |
| 2    | Mirko Celestino     | Team Polti     | a 1"     |
| 3    | Sebastien Demarbaix | Lotto-Mobistar | a 6"     |
| 4    | Xavier Jan          | F. des Jeux    | a 17"    |
| 5    | Makoto Iijima       |                | s.t.     |
| 6    | Marco Velo          | Mercatone Uno  | a 2'43"  |
| 7    | Dominique Perras    | Post Swiss     | a 3'11"  |
| 8    | Franck Perque       | F. des Jeux    | a 3'12"  |
| 9    | Roger Beuchat       | Post Swiss     | a 4'16"  |
| 10   | Frank Vandenbroucke | Cofidis        | s.t.     |